# Bâtiment administratif des chemins de fer impériaux d'Alsace-Lorraine
Le bâtiment administratif des chemins de fer impériaux d'Alsace-Lorraine (en allemand Verwaltungsgebäude der Reichseisenbahnen in Elsaß-Lothringen) était le siège officiel de la Direction générale impériale des chemins de fer d'Alsace-Lorraine (en allemand Kaiserliche Generaldirektion der Eisenbahnen in Elsaß-Lothringen (EL) à Strasbourg. Il se situe juste à côté de la gare de Strasbourg.
Aujourd'hui, il est utilisé par les services de la SNCF.

## Situation géographique
L'immeuble est situé côté nord du parvis de la gare de Strasbourg-Ville et à l'angle du boulevard du Président-Wilson à Strasbourg.

## Histoire

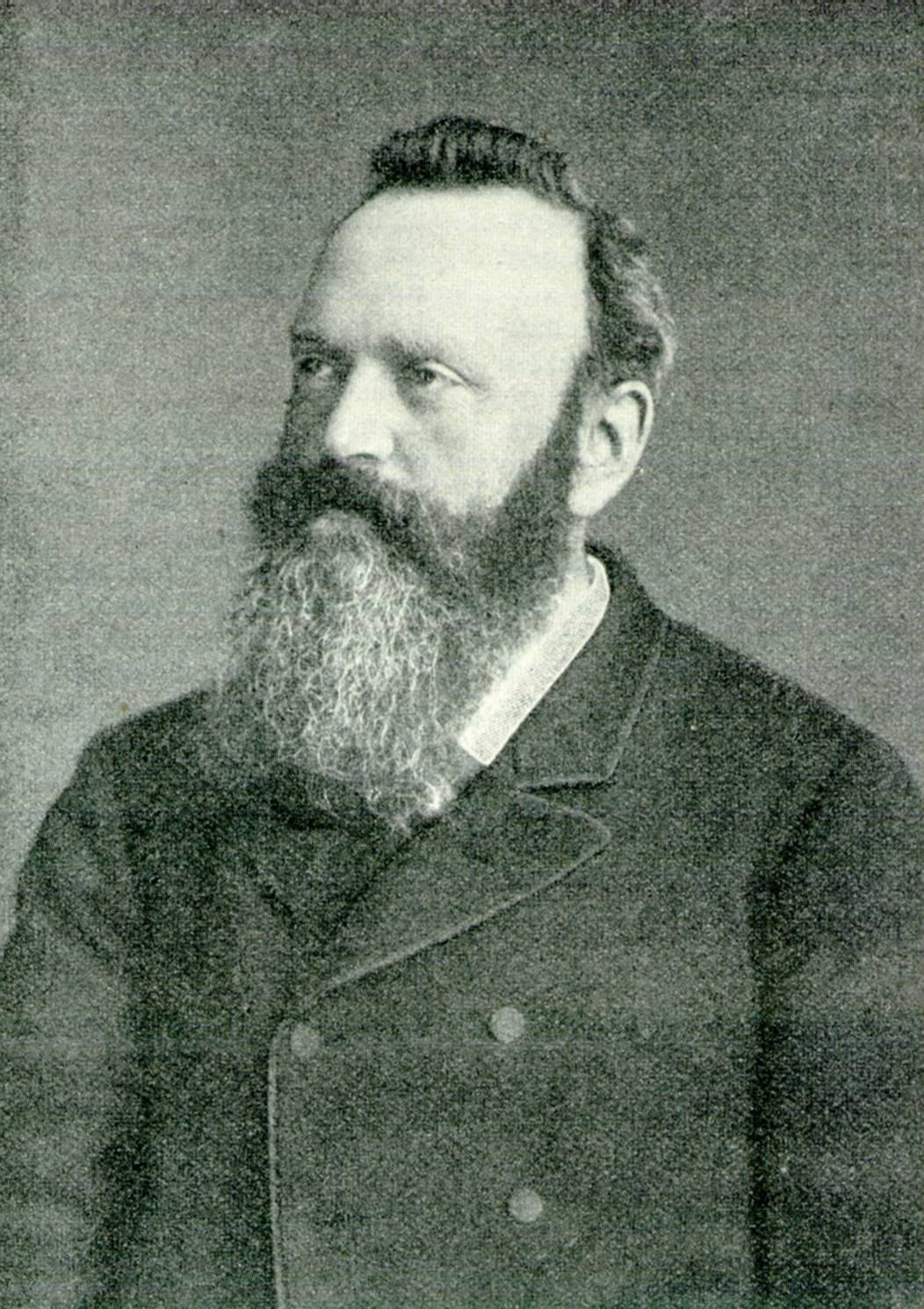
Johann Eduard Jacobsthal, l'architecte

Après la création de la Direction Générale en 1871, son siège était sur le Quai Kléber, à proximité immédiate de l'ancienne gare de Strasbourg. Sa situation exiguë y est résolue à l'occasion de la construction de la nouvelle gare de Strasbourg-Ville de 1878 à 1883 : la direction générale reçoit un nouveau bâtiment sur le parvis de la gare, également conçu avec sa construction. L'architecte était Johann Eduard Jacobsthal tant pour le bâtiment d'accueil de la gare centrale que pour le bâtiment administratif Cependant, l'adresse postale de la direction était le Kronenburger Ring (aujourd'hui : Boulevard du Président-Wilson). Les travaux du nouveau bâtiment du siège durèrent de 1881 à 1884. A cette époque est édifié le corps de logis principal, la partie sud, qui se groupe autour de deux cours fermées. Une autre aile est ajoutée au nord vers 1893, groupée autour d'une cour ouverte à l'ouest. Cette extension avait déjà été créée en option pour le bâtiment d'origine. Plus tard, cette cour ouverte a également été fermée avec un autre bâtiment.
Après le retour de l'Alsace-Lorraine à la France en 1918, les organismes successeurs français, d'abord l'Administration des chemins de fer d'Alsace et de Lorraine (AL), puis à partir de 1938 la Société nationale des chemins de fer français (SNCF) utilisent le bâtiment, qui abrite encore aujourd'hui la Direction régionale de la SNCF de Strasbourg.

## Architecture

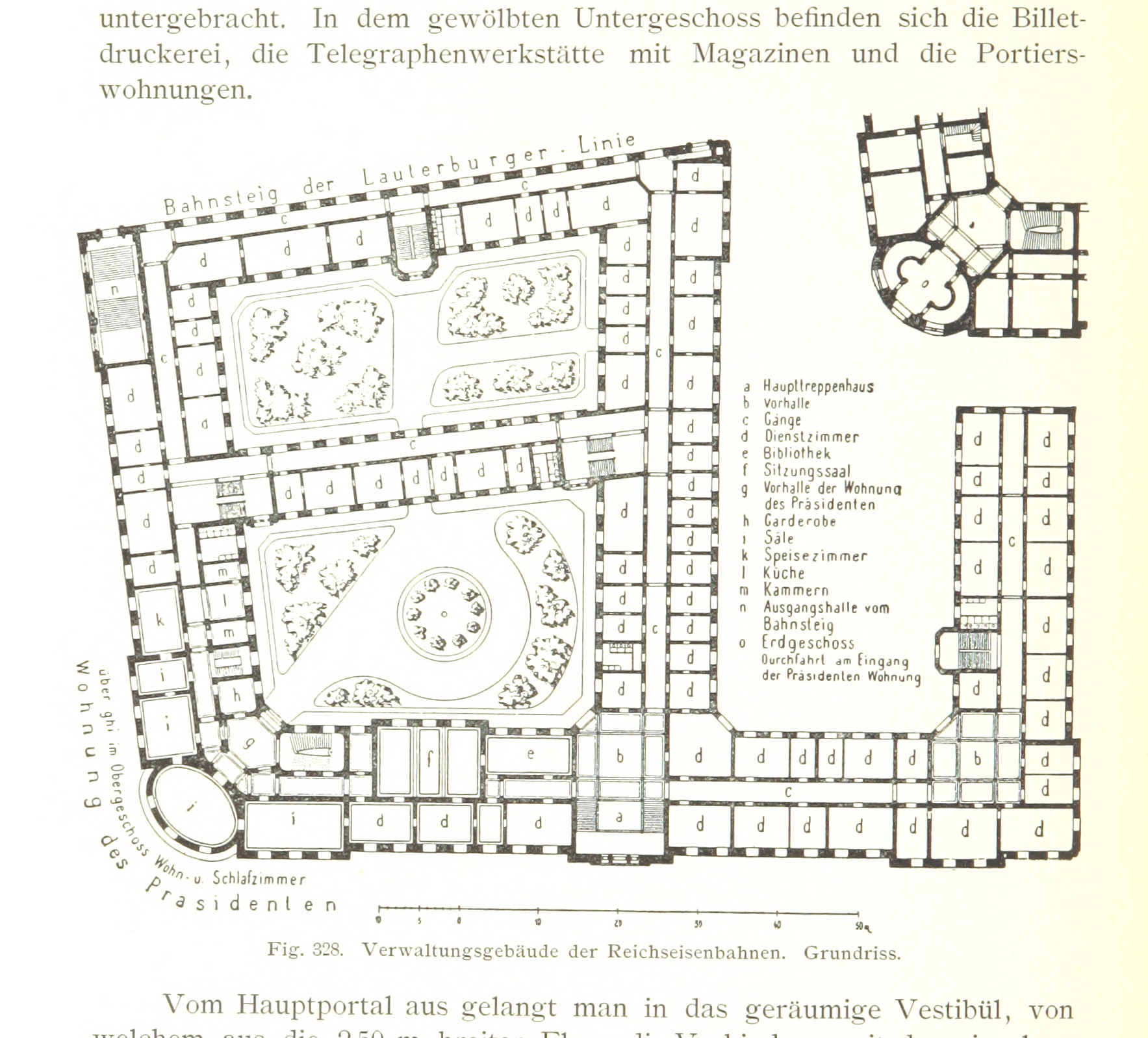
Plan du 1er étage

La façade du bâtiment a une hauteur de 16 m et est en maçonnerie recouverte de pierres de taille et de moellons. Le grès gris des Vosges était principalement utilisé.
Outre les bureaux de la direction, le bâtiment abritait également la résidence officielle du président-directeur, qui s'étendait sur deux étages, les pièces de réception associées et les appartements du gardien. D'autres services ferroviaires y étaient également hébergés, tels que l'imprimerie centrale des billets, la billetterie principale, le bureau technique, le bureau des matériaux et le service d'inspection télégraphique,.
Les installations sont luxueuses pour l'époque: le bâtiment dispose d'un éclairage électrique (comme la gare voisine), du chauffage central et de l'eau courante chaude et froide.
Les coûts de construction se sont élevés à près de 2,1 millions de mark.

## Patrimoine ferroviaire
Le bâtiment d'origine est toujours présent et est toujours utilisé par une administration ferroviaire, aujourd'hui la direction régionale de la SNCF.

Vues du bâtiment
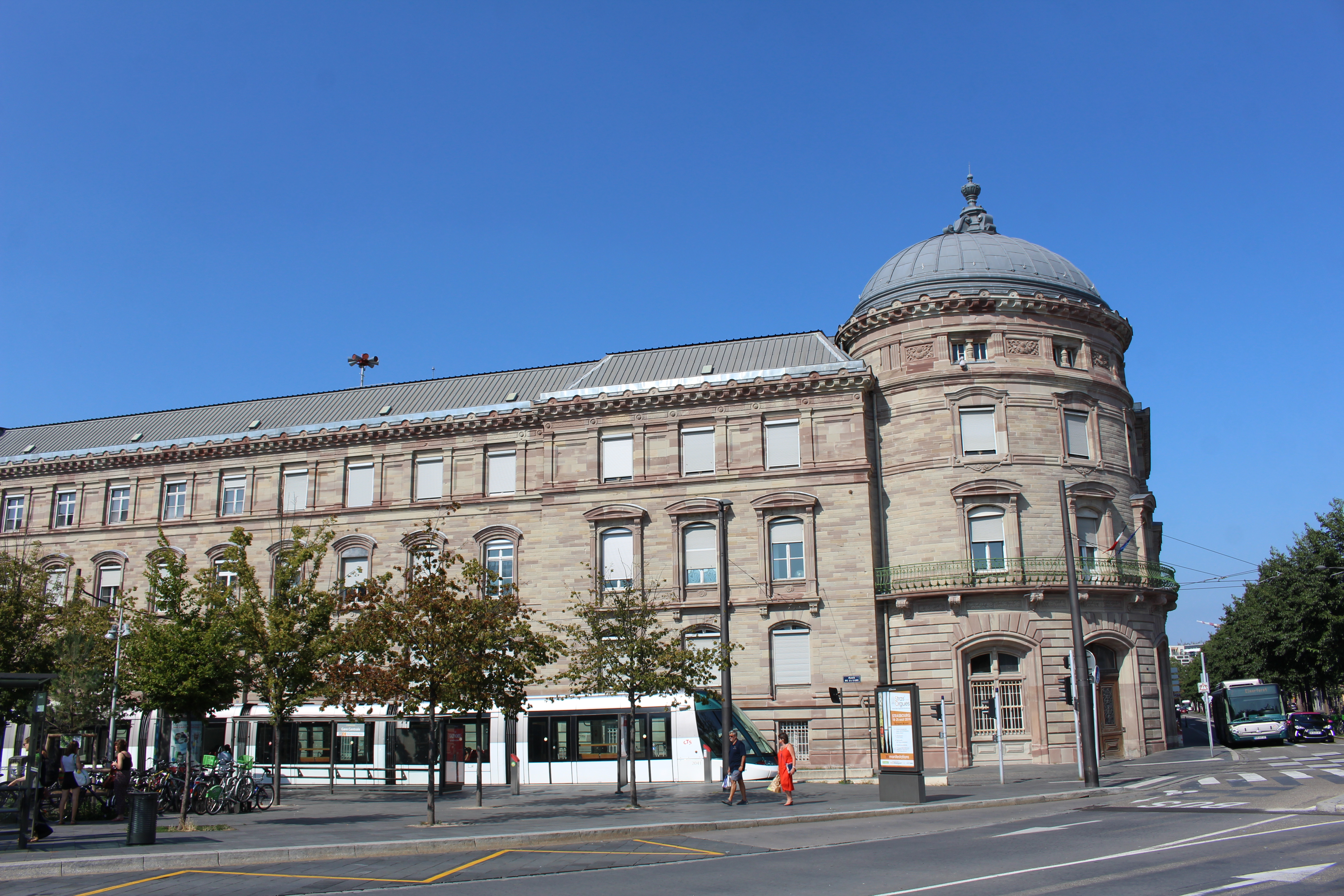
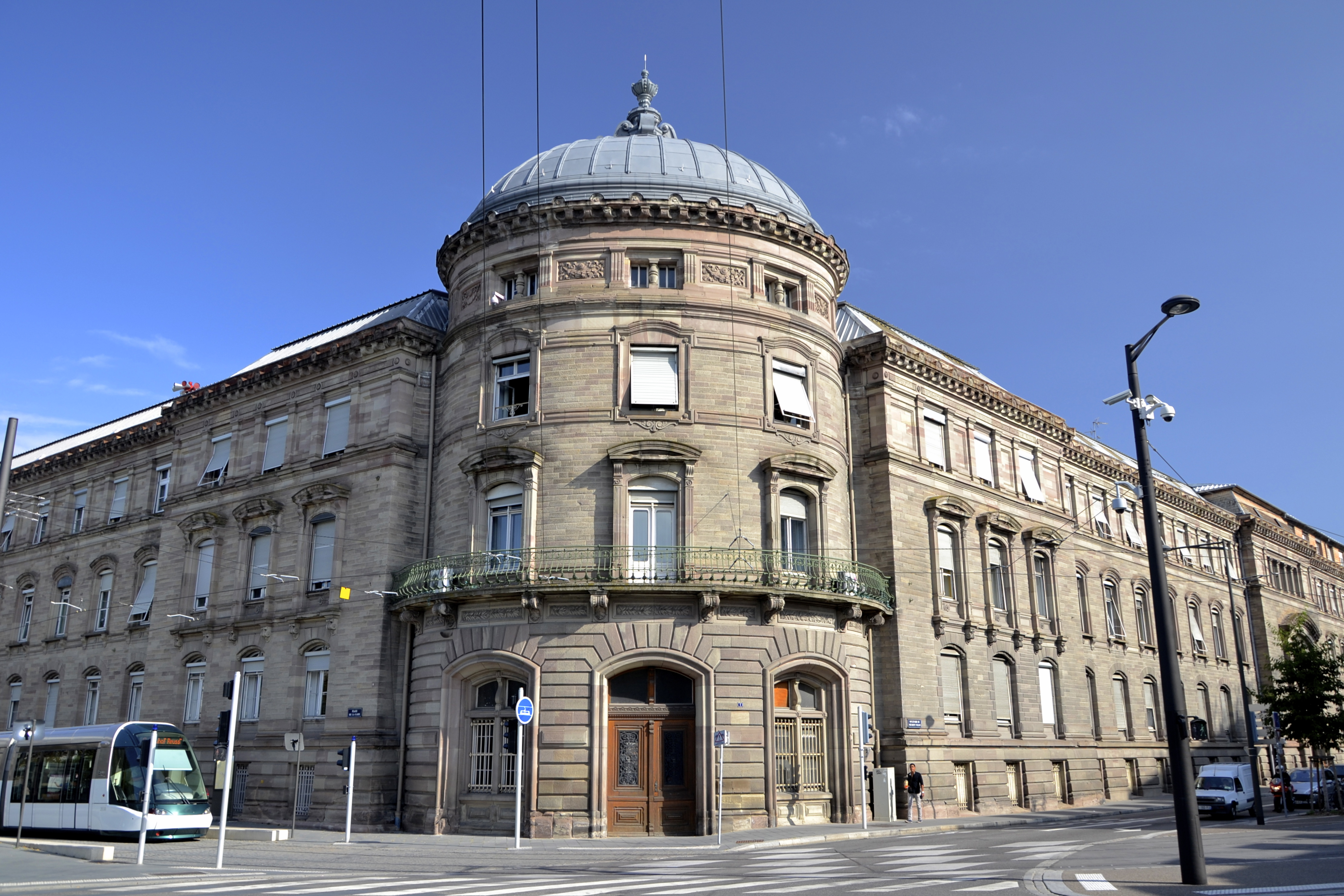
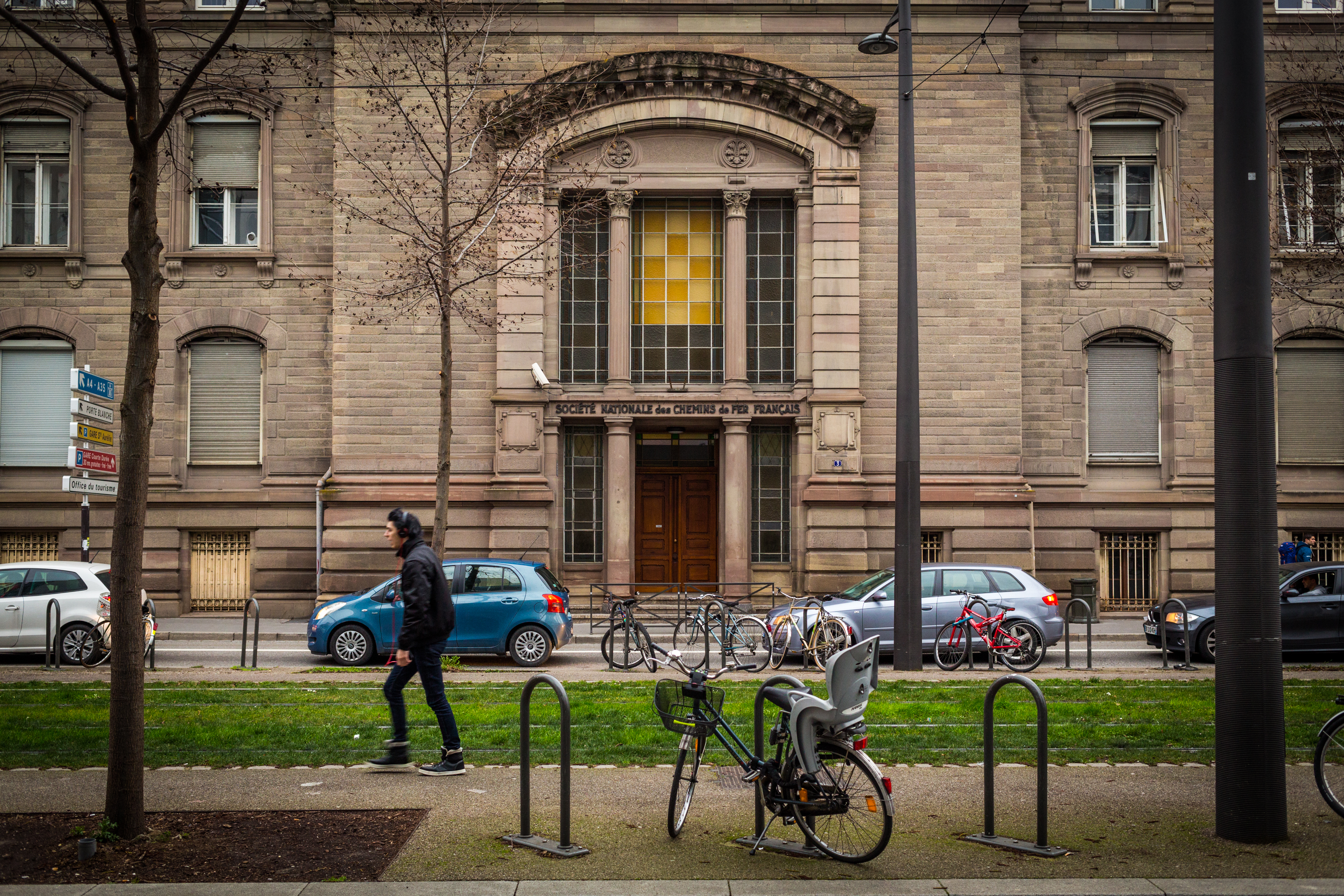